# Presunção
Em direito, presunção são consequências deduzidas de um fato conhecido, não destinado a funcionar como prova, para chegar a um fato desconhecido.

## Classificação

### Legais (iuris)
Estabelecidas em lei, dispensando ônus da prova. Por sua vez, podem ser:
1. Absolutas: não admitem prova em contrário - presunção iuris et de iure;
2. Relativas: admitem prova em contrário que pode limitá-la - presunção iuris tantum. A presunção iuris tantum ou juris tantum é a verdade meramente declarada pela parte; por exemplo, a solicitação de assistência judiciária gratuita em função da condição de pobreza da parte pode ser alegada, ou comprovada, ilegítima pela parte contrária por meio da demonstração das suas posses ou rendimentos.

### Simples ouhominis
Não estabelecidas em lei. Ocorre por exemplo em acidentes de trânsito, onde (no Brasil) não há lei determinando que o veículo traseiro é o culpado pela colisão, mas em que é feita esta presunção, impondo à outra parte a prova em contrário. As presunções hominis não são admitidas nos casos em que a prova testemunhal é excluída por lei.